# Croix-Fonsomme

Croix-Fonsomme este o comună în departamentul Aisne din nordul Franței. În 1 ianuarie 2022 avea o populație de 187 de locuitori.